# (33269) Broccoli
Pour les articles homonymes, voir Broccoli.
(33269) Broccoli est un astéroïde de la ceinture principale.

## Description
(33269) Broccoli est un astéroïde de la ceinture principale. Il fut découvert le 21 avril 1998 à Socorro (Nouveau-Mexique) par le projet LINEAR. Il présente une orbite caractérisée par un demi-grand axe de 2,22 UA, une excentricité de 0,08 et une inclinaison de 3,5° par rapport à l'écliptique.